# Murder Ballads
Murder Ballads je název alba hudební skupiny Nick Cave and the Bad Seeds, které v roce 1996 vydala firma Mute Records. Jak už napovídá samotný název (Morytáty), tvoří album 10 tradičních i zcela nových balad, které popisují různé druhy vražd a příhody, které jim předcházely. Celkový počet popisovaných smrtí na tomto albu je pak 65.
Největší hit tohoto alba je píseň Where the Wild Roses Grow, duet Nicka Cavea a Kylie Minogue. Další zpěvačkou, která hostuje na tomto albu, je PJ Harvey.
Je to nejprodávanější album této skupiny, čemuž značně dopomohl i klip k písni, Where the Wild Roses Grow, který vysílala hudební televize MTV. Ta také ještě tentýž rok nominovala Nicka Cavea na zpěváka roku. Nominace byla později na Caveovu žádost stažena.

## Seznam skladeb
Všechny skladby napsal Nick Cave, pokud není uvedeno jinak.
1. "Song of Joy" – 6:47 (Nick Cave/John Milton)
2. "Stagger Lee" – 5:15 (Lidová balada/Nick Cave and The Bad Seeds)
3. "Henry Lee" – 3:58 (lid./Cave)
4. "Lovely Creature" – 4:13 (Blixa Bargeld/Martyn P. Casey/Nick Cave/Mick Harvey/Thomas Wydler)
5. "Where the Wild Roses Grow" – 3:57
6. "The Curse of Millhaven" – 6:55
7. "The Kindness of Strangers" – 4:39
8. "Crow Jane" – 4:14 (Martyn P. Casey/Nick Cave)
9. "O'Malley's Bar" – 14:28
10. "Death Is Not the End" – 4:26 (Bob Dylan)